# Torino Film Festival 2017
La 35ª edizione del Torino Film Festival (TFF 35) si è svolta a Torino dal 24 novembre al 2 dicembre 2017, diretta per la quarta volta consecutiva da Emanuela Martini.
L'immagine-locandina di questa edizione raffigura un primo piano di Kim Novak insieme al gatto Cagliostro nel film Una strega in paradiso di Richard Quine.
La cerimonia d'inaugurazione, diretta da Roberta Torre, ha avuto luogo nella Mole Antonelliana.
Il film d'apertura è stato Ricomincio da noi di Richard Loncraine, mentre Un sogno chiamato Florida di Sean Baker è stato quello di chiusura.
Asia Argento è stata "guest director" dell'edizione; curatrice della sezione "AmeriKana" creata ad hoc, ha inoltre condotto una performance artistica diretta da Bertrand Bonello con la partecipazione di Emma de Caunes e Joana Preiss.
La giuria del concorso principale, presieduta da Pablo Larraín, ha assegnato il premio come miglior film all'israeliano Non dimenticarmi - Don't Forget Me di Ram Nehari.

## Giurie

### Concorso principale (Torino 35)
- Pablo Larraín (Cile) - presidente di giuria
- Gillies MacKinnon (Regno Unito)
- Petros Markaris (Grecia)
- Santiago Mitre (Argentina)
- Isabella Ragonese (Italia)[11][13]

### Premio FIPresCi
- Mehdi Abdollahzadeh (Iran)
- Marta Balaga (Finlandia)
- Giovanni Ottone (Italia)[14]

### Premio Cipputi
- Francesco Tullio Altan
- Sandro Avanzo
- Maurizio Zaccaro[11]

## Sezioni

### Concorso principale (Torino 35)
- A fábrica de nada, regia di Pedro Pinho (Portogallo)
- Arpón, regia di Tomás Espinoza
- A voce alta – La forza della parola (À voix haute: La Force de la parole), regia di Stéphane de Freitas e Ladj Ly
- Bamy, regia di Jun Tanaka
- Barrage, regia di Laura Schroeder (Lussemburgo)
- Beast, regia di Michael Pearce
- Blue Kids, regia di Andrea Tagliaferri (Italia)
- Daphne, regia di Peter Mackie Burns (Inghilterra)
- Kiss & Cry, regia di Chloé Mahieu e Lila Pinell (Francia)
- Lorello e Brunello, regia di Jacopo Quadri (Italia)
- Morto Stalin, se ne fa un altro (The Death of Stalin), regia di Armando Iannucci
- Non dimenticarmi - Don't Forget Me (Al tishkechi oti), regia di Ram Nehari (Israele)
- The Scope of Separation, regia di Yue Chen
- They, regia di Anahita Ghazvinizadeh
- The White Girl, regia di Jenny Suen e Christopher Doyle[1]

### Festa Mobile
- Amori che non sanno stare al mondo, regia di Francesca Comencini (Italia)
- Balon di Pasquale Scimeca (Italia)
- Casting, regia di Nicolas Wackerbarth (Germania)
- Cento anni, regia di Davide Ferrario (Italia)
- Dark River, regia di Clio Barnard (Regno Unito)
- L'ora più buia (Darkest Hour), regia di Joe Wright (Regno Unito)
- Faithfull (Marianne Faithfull, fleur d'âme), regia di Sandrine Bonnaire (Francia)
- Final Portrait - L'arte di essere amici (Final Portrait), regia di Stanley Tucci (Regno Unito)
- Ricomincio da noi (Finding Your Feet), regia di Richard Loncraine (Regno Unito)
- Flames - Amore o performance? (Flames), regia di Josephine Decker e Zefrey Throwell (Stati Uniti d'America)
- Grace Jones: Bloodlight and Bami, regia di Sophie Fiennes (Irlanda, Regno Unito)
- Grandeur et décadence d'un petit commerce de cinéma, regia di Jean-Luc Godard (Francia, Svizzera)
- Kings, regia di Deniz Gamze Ergüven (Francia, Belgio)
- L'altrove più vicino, regia di Elisabetta Sgarbi (Italia)
- Il presidente (La cordillera), regia di Santiago Mitre (Argentina, Francia, Spagna)
- Mary Shelley - Un amore immortale (Mary Shelley), regia di Haifaa al-Mansour (Stati Uniti d'America, Regno Unito, Lussemburgo)
- My Life Story, regia di Julien Temple (Regno Unito)
- My War Is Not Over, regia di Bruno Bigoni (Italia)
- Notte italiana, regia di Carlo Mazzacurati (Italia)
- Professor Marston and the Wonder Women, regia di Angela Robinson (Stati Uniti d'America)
- Smetto quando voglio - Ad honorem, regia di Sydney Sibilia (Italia)
- A Taxi Driver (Taeksi unjeonsa), regia di Jang Hoon (Corea del Sud)
- Tesnota, regia di Kantemir Balagov (Russia)
- Un sogno chiamato Florida (The Florida Project), regia di Sean Baker (Stati Uniti d'America)
- Dickens - L'uomo che inventò il Natale (The Man Who Invented Christmas), regia di Bharat Nalluri (Stati Uniti d'America)
- The Reagan Show, regia di Pacho Velez e Sierra Pettengill (Stati Uniti d'America)
- Tito e gli alieni, regia di Paola Randi (Italia)
- L'amore secondo Isabelle (Un beau soleil intérieur), regia di Claire Denis (Francia)
- Seven Sisters (What Happened to Monday), regia di Tommy Wirkola (Regno Unito, Francia, Belgio, Stati Uniti d'America)
- I segreti di Wind River, regia di Taylor Sheridan (Stati Uniti d'America)

### Festa Mobile / TorinoFilmLab
- Cargo, regia di Gilles Coulier (Belgio, Olanda, Francia)
- Lauri Mäntyvaaran tuuheet ripset, regia di Hannaleena Hauru (Finlandia, Francia)
- La Holandesa, regia di Marleen Jonkman (Olanda, Germania)
- Pop Aye, regia di Kirsten Tan (Singapore, Thailandia)
- Rey, regia di Niles Atallah (Cile, Francia)

### Festa Mobile / Film Commission Torino Piemonte
- '78 - Vai piano ma vinci, regia di Alice Filippi (Italia)
- Al massimo ribasso, regia di Riccardo Iacopino (Italia)

### After Hours
- Favola, regia di Sebastiano Mauri (Italia)
- Pirmdzimtais, regia di Aik Karapetian (Lettonia)
- Game of Death, regia di Laurence Morais-Lagace e Sebastien Landry (Canada)
- Good Favour, regia di Rebecca Daly (Irlanda)
- Kuso, regia di Steven "Flying Lotus" Ellison (Stati Uniti d'America)
- I famelici (Les affamés), regia di Robin Aubert (Canada)
- Most Beautiful Island, regia di Ana Asensio (Spagna, Stati Uniti d'America)
- Revenge, regia di Coralie Fargeat (Francia)
- Riccardo va all'inferno, regia di Roberta Torre (Italia)
- Sequence Break, regia di Graham Skipper (Stati Uniti d'America)
- The Crescent, regia di Seth A. Smith (Canada)
- The Cured, regia di David Freyne (Irlanda)
- The Disaster Artist, regia di James Franco (Stati Uniti d'America)
- The Lodgers - Non infrangere le regole (The Lodgers), regia di Brian O'Malley (Irlanda)
- Tokyo Vampire Hotel, regia di Sion Sono (Giappone)

### Onde
- 2557, regia di Roderick Warich (Germania, Thailandia)

- A Window On the World, regia di Axel Öhman (Stati Uniti d'America)
- Braguino, regia di Clément Cogitore (Francia, Finlandia)
- Colo, regia di Teresa Villaverde (Portogallo, Francia)
- En attendant les barbares, regia di Eugène Green (Francia)
- Essi bruciano ancora, regia di Felice D’Agostino e Arturo Lavorato (Italia, Francia)
- Je ne me souviens de rien, regia di Diane-Sara Bouzgarrou (Francia)
- La madre, el hijo y la abuela, regia di Benjamín Brunet (Cile)
- Let the Summer Never Come Again, regia di Alexandre Koberidze (Germania, Georgia)
- No Panic Baby, regia di Leo Gabin (Belgio)
- People Power Bombshell: The Diary of Vietnam Rose, regia di John Torres (Filippine)
- Tshweesh, regia di Feyrouz Serhal (Libano, Germania, Spagna, Qatar)
- Verão danado, regia di Pedro Cabeleira (Portogallo)

### TFFdoc/Viaggio
- 9 Doigts, regia di F. J. Ossang (Francia, Portogallo)
- Atlantiques, regia di Mati Diop (Francia, Senegal)
- Burden of Dreams, regia di Les Blank (Stati Uniti d'America)
- For Now, regia di Herman Asselberghs (Belgio)
- Le Rêve de Nikolay, regia di Maria Karaguiozova (Belgio, Bulgaria)
- Margem Sul, regia di José Álvaro Morais (Portogallo)
- Napalm, regia di Claude Lanzmann (Francia)
- To Parsifal, regia di Bruce Baillie (Stati Uniti d'America)
- Tripoli Cancelled, regia di Naeem Mohaiemen (Grecia, Germania, Regno Unito)

### Amerikana
(retrospettiva)
- Snack bar blues (Out of the Blue), regia di Dennis Hopper (Canada, 1980)
- Paris, Texas, regia di Wim Wenders (Germania Ovest, Francia, Regno Unito, 1984)
- Payday, regia di Daryl Duke (Stati Uniti, 1973)
- La ballata di Stroszek (Stroszek), regia di Werner Herzog (Germania Ovest, 1977)
- Ingannevole è il cuore più di ogni cosa (The Heart Is Deceitful Above All Things), regia di Asia Argento (Stati Uniti, Regno Unito, Francia, Giappone, 2004)

## Premi

### Ufficiali

#### Torino 35
- Miglior film: Non dimenticarmi - Don't Forget Me (Al tishkechi oti), regia di Ram Nehari (Israele)
- Premio Fondazione Sandretto Re Rebaudengo (2° miglior film): A fábrica de nada, regia di Pedro Pinho (Portogallo)
- Menzione speciale della giuria (3° miglior film): ex aequo tra Kiss & Cry di Chloé Mahieu e Lila Pinell (Francia), e Lorello e Brunello di Jacopo Quadri (Italia)
- Miglior attrice: ex aequo tra Moon Shavit per Non dimenticarmi - Don't Forget Me (Israele) ed Emily Beecham per Daphne (Inghilterra)
- Miglior attore: Nitai Gvirtz per Non dimenticarmi - Don't Forget Me (Israele)
- Miglior sceneggiatura: Kiss & Cry, di Chloé Mahieu e Lila Pinell (Francia)
- Premio del pubblico: A voce alta – La forza della parola (À voix haute: La Force de la parole), regia di Stéphane de Freitas e Ladj Ly (Francia)

#### Internazionale.doc
- Miglior documentario: M-1, regia di Luciano Pérez Savoy
- Premio Speciale della Giuria: Sans adieu, regia di Christophe Agou

#### Italiana.doc
- Miglior documentario: Diorama, regia di Demetrio Giacomelli
- Premio Speciale della Giuria: Talien, regia di Elia Mouatamid

### Collaterali
- Premio Cipputi: Lorello e Brunello, regia di Jacopo Quadri (Italia)
- Premio FIPresCi: Morto Stalin, se ne fa un altro (The Death of Stalin), regia di Armando Iannucci
- Premio Scuola Holden (miglior sceneggiatura): Morto Stalin, se ne fa un altro (The Death of Stalin), regia di Armando Iannucci
- Premio Avanti: Non dimenticarmi - Don't Forget Me (Al tishkechi oti), regia di Ram Nehari (Israele)
- Premio Achille Valdata: Morto Stalin, se ne fa un altro (The Death of Stalin), regia di Armando Iannucci
- Premio Interfedi (Comunità Ebraica di Torino): A voce alta – La forza della parola (À voix haute: La Force de la parole), regia di Stéphane de Freitas e Ladj Ly (Francia)
  - Menzione d’onore: Non dimenticarmi - Don't Forget Me (Al tishkechi oti), regia di Ram Nehari (Israele)
- Premio "Gli Occhiali di Gandhi": ex aequo tra Talien di Elia Mouatamid e Balon di Pasquale Scimeca[2][14][15][10][11][12]

### Alla carriera
- Gran Premio Torino: Pino Donaggio[7][1]